# Bertula insignifica
Bertula insignifica là một loài bướm đêm trong họ Erebidae.